# Ludzie podziemia
Ludzie Podziemia (ang. Underworld) – amerykański film z 1927 roku w reżyserii Josefa von Sternberga.

## Obsada
- Clive Brook
- George Bancroft
- Evelyn Brent
- Larry Semon

## Nagrody i nominacje
| Nazwa nagrody | Wygrane                                                      | Nominacje    |
| ------------- | ------------------------------------------------------------ | ------------ |
| Oscar         | 1929 Najlepsze oryginalne materiały do scenariusza Ben Hecht | 1929 wygrana |